# Gomphandra
Gomphandra är ett släkte av järneksväxter. Gomphandra ingår i familjen Stemonuraceae.

## Bildgalleri

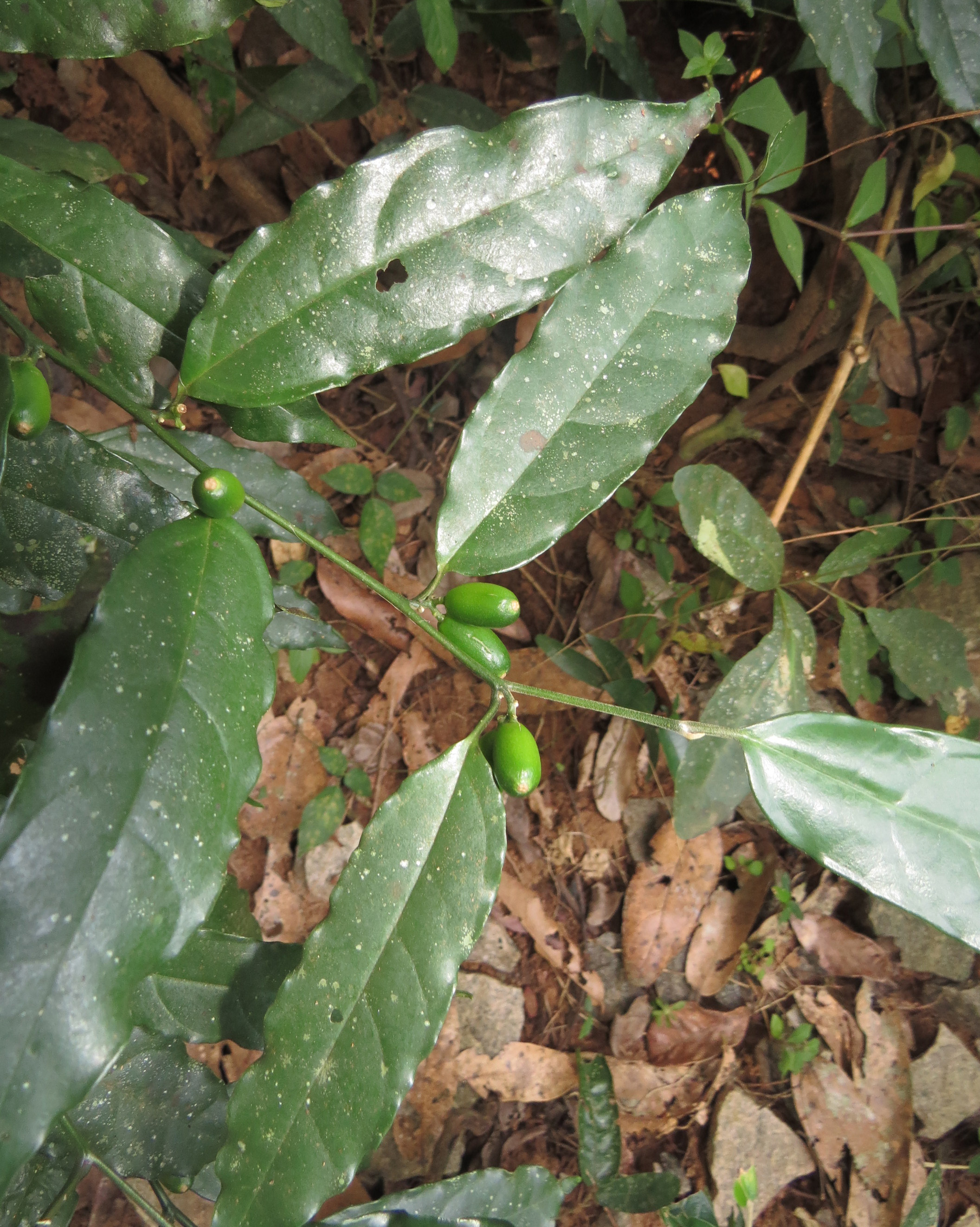

## Dottertaxa tillGomphandra, i alfabetisk ordning[1]
- Gomphandra apoensis
- Gomphandra australiana
- Gomphandra bracteata
- Gomphandra capitulata
- Gomphandra coi
- Gomphandra comosa
- Gomphandra conklinii
- Gomphandra coriacea
- Gomphandra crassipes
- Gomphandra cumingiana
- Gomphandra dinagatensis
- Gomphandra dolichocarpa
- Gomphandra dongnaiensis
- Gomphandra fernandoi
- Gomphandra flavicarpa
- Gomphandra fuliginea
- Gomphandra fusiformis
- Gomphandra halconensis
- Gomphandra javanica
- Gomphandra lancifolia
- Gomphandra luzoniensis
- Gomphandra lysipetala
- Gomphandra mappioides
- Gomphandra mollis
- Gomphandra montana
- Gomphandra oblongifolia
- Gomphandra oligantha
- Gomphandra pallida
- Gomphandra palustris
- Gomphandra papuana
- Gomphandra parviflora
- Gomphandra pseudojavanica
- Gomphandra pseudoprasina
- Gomphandra psilandra
- Gomphandra quadrifida
- Gomphandra rarinervis
- Gomphandra sawiensis
- Gomphandra schoepfiifolia
- Gomphandra serrata
- Gomphandra simalurensis
- Gomphandra subrostrata
- Gomphandra tetrandra
- Gomphandra tomentella
- Gomphandra ultramafiterrestris
- Gomphandra velutina